# Siona galactica
Siona galactica är en fjärilsart som beskrevs av Louis Beethoven Prout 1929. Siona galactica ingår i släktet Siona och familjen mätare. Inga underarter finns listade i Catalogue of Life.